# Гарві (парафія, Нью-Брансвік)
Гарві (англ. Harvey) — парафія в Канаді, у провінції Нью-Брансвік, у складі графства Альберт.

## Населення
За даними перепису 2016 року, парафія нараховувала 333 особи, показавши скорочення на 11,4%, порівняно з 2011-м роком. Середня густина населення становила 1,2 осіб/км².
З офіційних мов обидвома одночасно володіли 35 жителів, тільки англійською — 295. Усього 5 осіб вважали рідною мовою не одну з офіційних.
Працездатне населення становило 57,7% усього населення, рівень безробіття — 43,9% (43,5% серед чоловіків та 50% серед жінок). 82,9% осіб були найманими працівниками, а 17,1% — самозайнятими.
Середній дохід на особу становив $37 327 (медіана $27 392), при цьому для чоловіків — $43 025, а для жінок $30 731 (медіани — $31 552 та $24 736 відповідно).
26,8% мешканців мали закінчену шкільну освіту, не мали закінченої шкільної освіти — 29,6%, 45,1% мали післяшкільну освіту, з яких 28,1% мали диплом бакалавра, або вищий.
| Статево-вікова структура населення | Статево-вікова структура населення | Статево-вікова структура населення | Статево-вікова структура населення | Статево-вікова структура населення |
| ---------------------------------- | ---------------------------------- | ---------------------------------- | ---------------------------------- | ---------------------------------- |
|                                    |                                    |                                    |                                    |                                    |
| Всього                             | Всього                             | 51,5%48,5%                         |                                    |                                    |
| 0 — 14 років                       | 0 — 14 років                       |                                    | 6,1%                               | 6,1%                               |
| 15 — 64 років                      | 15 — 64 років                      |                                    | 60,6%                              | 60,6%                              |
| 65 і більше                        | 65 і більше                        |                                    | 33,3%                              | 33,3%                              |
| 85 і більше                        | 85 і більше                        |                                    | 1,5%                               | 1,5%                               |
| Середній вік (років)               | Середній вік (років)               | 51,352,4                           | 51,8                               | 51,8                               |
| Медіана (років)                    | Медіана (років)                    | 55,856,7                           | 56,3                               | 56,3                               |
| — чоловіки — жінки                 |                                    |                                    |                                    |                                    |

| Походження мешканців:     | Походження мешканців:     | Походження мешканців: | Походження мешканців: | Походження мешканців: |
| ------------------------- | ------------------------- | --------------------- | --------------------- | --------------------- |
| Походження                |                           |                       | осіб                  | %                     |
| Корінні американці        | Корінні американці        |                       | 0                     | 0%                    |
| Інше північноамериканське | Інше північноамериканське |                       | 210                   | 55.26%                |
| Європейське               | Європейське               |                       | 260                   | 68.42%                |
| британське                | британське                |                       | 225                   | 59.21%                |
| французьке                | французьке                |                       | 35                    | 9.21%                 |

| Зайнятість населення за галузями (за класифікацією NOC): | Зайнятість населення за галузями (за класифікацією NOC): | Зайнятість населення за галузями (за класифікацією NOC): | Зайнятість населення за галузями (за класифікацією NOC): | Зайнятість населення за галузями (за класифікацією NOC): |
| -------------------------------------------------------- | -------------------------------------------------------- | -------------------------------------------------------- | -------------------------------------------------------- | -------------------------------------------------------- |
|                                                          |                                                          |                                                          |                                                          |                                                          |
| Управління                                               | Управління                                               |                                                          | 9,8%                                                     | 9,8%                                                     |
| Охорона здоров'я                                         | Охорона здоров'я                                         |                                                          | 7,3%                                                     | 7,3%                                                     |
| Освіта, правозахист, муніципальні та урядові служби      | Освіта, правозахист, муніципальні та урядові служби      |                                                          | 7,3%                                                     | 7,3%                                                     |
| Роздрібна торгівля та послуги                            | Роздрібна торгівля та послуги                            |                                                          | 24,4%                                                    | 24,4%                                                    |
| Гуртова торгівля, транспорт та обладнання                | Гуртова торгівля, транспорт та обладнання                |                                                          | 19,5%                                                    | 19,5%                                                    |
| Природні ресурси, сільське господарство                  | Природні ресурси, сільське господарство                  |                                                          | 29,3%                                                    | 29,3%                                                    |

## Клімат
Середня річна температура становить 5,3°C, середня максимальна – 20,9°C, а середня мінімальна – -13,1°C. Середня річна кількість опадів – 1 342 мм.
| Клімат поселення                              | Клімат поселення | Клімат поселення | Клімат поселення | Клімат поселення | Клімат поселення | Клімат поселення | Клімат поселення | Клімат поселення | Клімат поселення | Клімат поселення | Клімат поселення | Клімат поселення | Клімат поселення |
| Показник                                      | Січ.             | Лют.             | Бер.             | Квіт.            | Трав.            | Черв.            | Лип.             | Серп.            | Вер.             | Жовт.            | Лист.            | Груд.            |                  |
| Середній максимум, °C                         | −1,94            | −1,27            | 3,24             | 8,96             | 14,89            | 19,48            | 20,92            | 20,85            | 17,07            | 11,59            | 6,18             | −0,25            |                  |
| Середня температура, °C                       | −7,53            | −6,85            | −2,35            | 3,37             | 9,31             | 13,92            | 17,19            | 17,12            | 13,34            | 7,85             | 2,46             | −3,98            |                  |
| Середній мінімум, °C                          | −13,12           | −12,43           | −7,94            | −2,22            | 3,72             | 8,31             | 13,46            | 13,38            | 9,59             | 4,11             | −1,28            | −7,72            |                  |
| Норма опадів, мм                              | 124              | 100              | 124              | 110              | 117              | 106              | 94               | 86               | 106              | 112              | 133              | 130              |                  |
| Середньомісячна швидкість вітру, м/с          | 4.47             | 4.40             | 4.50             | 4.40             | 3.99             | 3.56             | 3.24             | 3.15             | 3.45             | 3.89             | 4.18             | 4.50             |                  |
| Середньомісячна сонячна радіація, кДж/м²·день | 5177             | 8525             | 12191            | 15139            | 18184            | 20277            | 20095            | 17677            | 13381            | 8566             | 4986             | 4037             |                  |
| --------------------------------------------- | ---------------- | ---------------- | ---------------- | ---------------- | ---------------- | ---------------- | ---------------- | ---------------- | ---------------- | ---------------- | ---------------- | ---------------- | ---------------- |
| Джерело:                                      |                  |                  |                  |                  |                  |                  |                  |                  |                  |                  |                  |                  |                  |